# Arctic, Antarctic, and Alpine Research
Arctic, Antarctic, and Alpine Research – amerykańskie recenzowane czasopismo naukowe wydawane przez Institute of Arctic and Alpine Research (INSTAAR), działającego w ramach University of Colorado Boulder.
Arctic, Antarctic, and Alpine Research od 1999 roku kontynuuje działalność czasopisma Arctic and Alpine Research, które ukazywało się w latach 1969-1998.
Czasopismo zajmuje się naukowymi i kulturalnymi aspektami Arktyki, Antarktydy i Alp, a także tematami Subarktyki, Subantarktyki i Regionu alpejskiego.
Czasopismo ukazuje się w formie elektronicznej od 1999 roku. Impact factor czasopisma w 2013 roku wynosił 1.528.